# Kadikoi

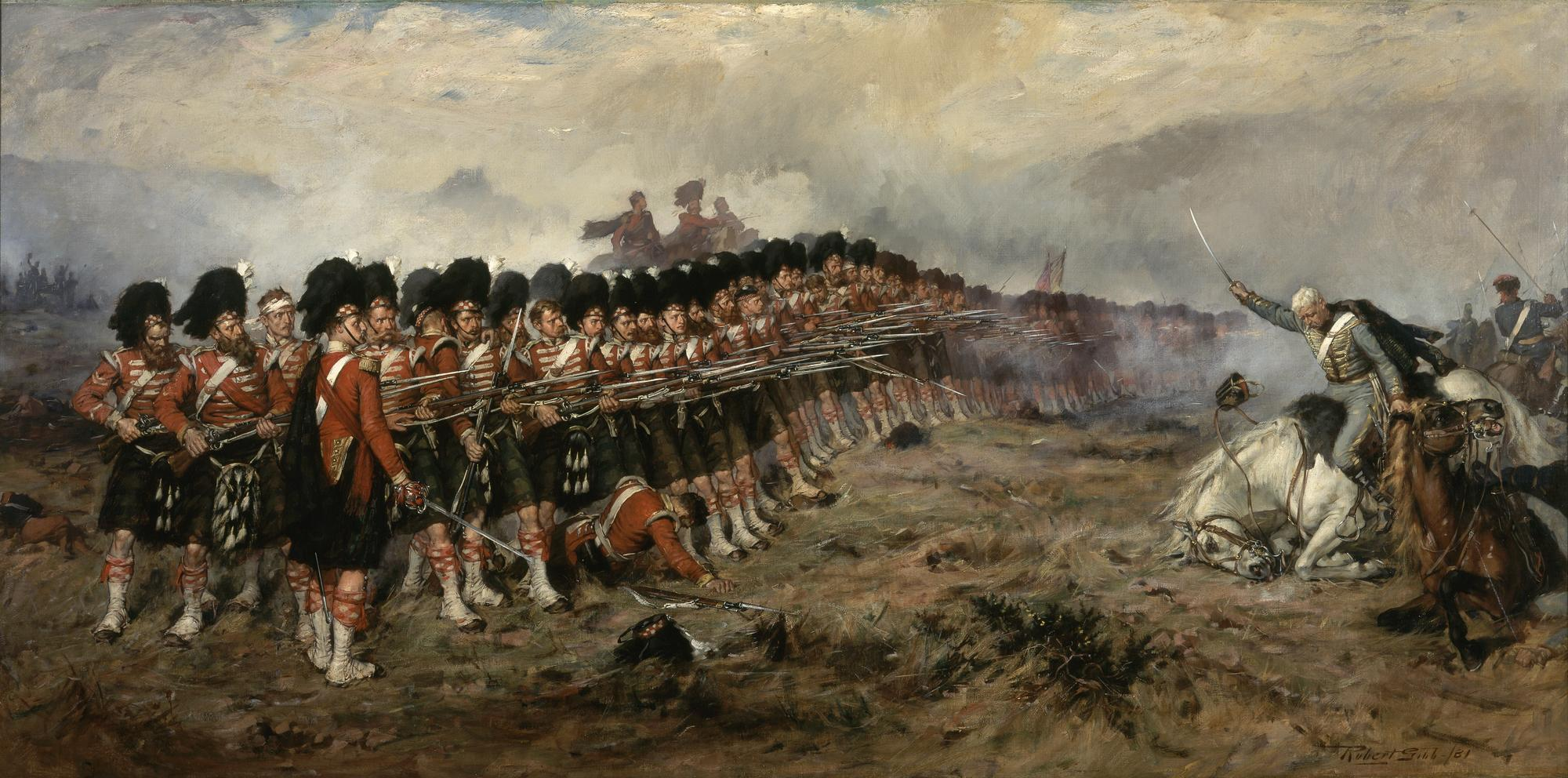
Pintura de The Thin Red Line de Robert Gibb, 1881 - a batalha desenrolou-se na zona de Kadikoi.

Kadikoi (em tártaro da Crimeia:  Qadıköy, em russo:  Кадыкой) era, no século XIX, uma aldeia na península da Crimeia, cerca de 1,5 km a norte de Balaclava.  A Batalha de Balaclava (também conhecida como Batalha de Kadikoi pelos historiadores russos) foi combatida nas colinas e vales a norte de Kadikoi em 1854. A aldeia era conhecida como Kadykovka (Кадыковка), e Pryhorodne (Пригородне). Hoje em dia faz parte de Balaclava